# Megachile laboriosa
Megachile laboriosa är en biart som beskrevs av Smith 1862. Megachile laboriosa ingår i släktet tapetserarbin, och familjen buksamlarbin. Inga underarter finns listade i Catalogue of Life.